# عبد العليم البستوي
عبد العليم عبد العظيم حسين بستوي

## تاريخ الميلاد
ولد في 1/1/1949 م في الهند في قرية تسمى «أكرهرا» في مديرية بستي بولاية اترابراديش ويقال لها اختصارا (يوبي) وتبعد قريته عن حدود نيبال الجنوبية بنحو سبعة كيلومترات.
ونسبة إلى مديرية «بستي» أصبح يقال له «بستوي» أو «البستوي»

## تعليمه
تلقى تعليمه الأولي على والده الشيخ عبد العظيم رحمه الله، وكان من العلماء الصالحين والدعاة المشهورين في منطقته. ثم فتحت مدرسة ابتدائية ثانوية في قريته عام 1954م فالتحق بها.
وفي عام 1961م سافر إلى مدينة لكناؤ وتبعد نحو مائتي كيلومتر من قريته والتحق بها بدار العلوم ندوة العلماء التي كان يديرها فضيلة الشيخ أبو الحسن الندوي، ودرس هناك خمس سنوات ونال شهادة الليسانس في العلوم الشرعية وتسمى هناك بالعالمية، حتى أسست الجامعة السلفية في مدينة بنارس عام 1966م فدرس هناك سنتين حتى نال شهادة التخصص في الشريعة الإسلامية ثم درس بالجامعة نفسها حتى نال شرف الالتحاق بالجامعة الإسلامية في المدينة المنورة سنة 1389هـ.

## المؤهلات العلمية
1-	ليسانس من كلية الدعوة وأصول الدين بالجامعة الإسلامية في المدينة المنورة عام 1393 هـ بمرتبة الشرف الأولى.
2-	ماجستير من كلية الشريعة والدراسات الإسلامية في مكة المكرمة (التي أصبحت فيما بعد جامعة أم القرى) عام 1398هـ بتقدير جيد جدا، بعنوان: الأحاديث الواردة في المهدي في ميزان الجرح والتعديل.
3-	دكتوراه من شعبة الحديث وعلومه بكلية أصول الدين في جامعة الأزهر بالقاهرة عام 1409 هـ (1989 م) بمرتبة الشرف الأولى.

## العمل
بمجرد حصوله على الماجستير التحق بالعمل في رابطة العالم الإسلامي عام 1398هـ نال أثناءها درجة الدكتوراه في الحديث الشريف بتقدير ممتاز مع مرتبة الشرف الأولى، ومازال يعمل في رابطة العالم الإسلامي منذ أربعة وثلاثين عاما حتى تقاعد في أوائل عام 1433هـ.
- عمل مترجما للغة الأردية ثم باحثا في إدارة شؤون الدعوة الإسلامية ثم باحثا في إدارة التعليم الإسلامي.
- عمل مستشارا وباحثا في مكتب معالي الأمين العام لرابطة العالم الإسلامي نحوا من عشر سنوات.

اللغات التي يتقنها
العربية والأردية والهندية (لغة الهند الرسمية) والإنجليزية والفارسية.

## كتبه
له عدد من المؤلفات والأبحاث والدراسات طبع أكثرها وهي مذكورة في آخر كتاب «فوائد في علوم الحديث»
1-	 ( محمد بن عبد الوهاب مصلح مظلوم ومفترى عليه ) للأستاذ مسعود الندوي، ترجمة وتعليق 
وقد صدرت الطبعة الثانية والثالثة منها من قبل جامعة الإمام محمد بن سعود الإسلامية بالرياض، ثم من قبل وزارة الشؤون الإسلامية والأوقاف والدعوة والإرشاد بالمملكة العربية السعودية.
2-	( معرفة الثقات للإمام العجلي ) مجلدان، دراسة وتحقيق مع دراسة مفصلة عن الإمام العجلي ومنهجه.
3-	( الشجرة في أحوال الرجال للإمام الجوزجاني ) دراسة وتحقيق مع دراسة مفصلة عن الإمام في الجرح والتعديل.
4-	( أمارات النبوة للإمام الجوزجاني ) دراسة وتحقيق.
5-	( المهدي المنتظر في ضوء الأحاديث والآثار الصحيحة وأقوال أهل العلم وآراء الفرق المختلفة ) تأليف.
6-	( الموسوعة في أحاديث المهدي الضعيفة والموضوعة ) تأليف.
7-	( سؤالات الآجري أبا داود السجستاني في الجرح والتعديل ) مجلدان، دراسة وتحقيق مع دراسة مفصلة أيضا عن الإمام أبي داود السجستاني ومنهجه في الجرح والتعديل.
8-	( الجزء الحادي عشر من كتاب إتحاف المهرة للحافظ ابن حجر ) تحقيق بناء على طلب مركز خدمة السنة والسيرة النبوية في المدينة المنورة.
9-	تحقيق وتخريج القسم الرابع من سنن الإمام أبي داود السجستاني، أربع مجلدات وهو رسالة الدكتوراه.
10-	(الجزء السادس من كتاب لسان الميزان للحافظ ابن حجر) تحقيق بناء على طلب مركز خدمة السنة والسيرة النبوية في المدينة المنورة.
11-	(فوائد في علوم الحديث وأهله وكتبه للمباركفوري صاحب «تحفة الأحوذي») دراسة وتحقيق.
بالإضافة إلى عدد من المقالات والأبحاث تنشر في المجلات العربية والأردية بين حين وآخر.
كما قام بالتدريس وإلقاء المحاضرات في عدد من دورات تدريب الأئمة والدعاة التي أقامتها رابطة العالم الإسلامي في:
1-	مقديشو بالصومال عام 1400هـ.
2-	بانكوك بتايلاند عام 1403هـ.
3-	كوكس بازار في بنجلاديش عام 1405هـ.

## المشاركات الاجتماعية
شارك في عدد من المؤتمرات والندوات العالمية ضمن وفود الرابطة في السكرتارية أو الترجمة أو مقررا للجان ومن أهمها:
1-	المؤتمر الإسلامي الآسيوي الأول في كراتشي عام 1398هـ.
2-	المؤتمر الأول لوزارة الأوقاف والشؤون الإسلامية بمكة المكرمة عام 1399هـ.
3-	 المؤتمر الثاني لوزارة الأوقاف والشؤون الإسلامية بمكة المكرمة عام 1400هـ.
4-	المؤتمر الثالث لوزارة الأوقاف والشؤون الإسلامية بمكة المكرمة عام 1401هـ.
5-	المؤتمر الإقليمي لمنظمة الدعوة الإسلامية لجنوب شرق آسيا ماليزيا عام 1402هـ.
6-	المؤتمر العالمي الثاني لتوجيه الدعوة وإعداد الدعاة بالمدينة المنورة عام 1404هـ.
7-	الندوة العالمية عن حياة شيخ الإسلام ابن تيمية ومواقفه الخالدة في بنارس بالهند عام 1408هـ.
8-	المؤتمر الإسلامي العام الثالث في مكة المكرمة عام 1408هـ.
9-	المؤتمر الإسلامي العالمي لمناقشة الأوضاع الحاضرة في الخليج بمكة المكرمة عام 1411هـ.

## وفاته
توفي الشيخ عبد العليم في مكة المكرمة يوم السبت 13 رمضان 1437 الموافق 18 يونيو 2016 وتم الصلاة عليه بالحرم المكي الشريف ودفن بمقبرة الشهداء بحي الشرائع. وتم نعيه في مقالات من قبل العلماء السلفيين في الهند.